# Fernando Sanz
Fernando Sanz Durán (* 4. Januar 1974 in Madrid) ist ein ehemaliger spanischer Fußballspieler und Vorsitzender des spanischen Fußballclubs FC Málaga.

## Fußballkarriere
Sanz Debüt fand am 2. März 1996 statt. Er beendete die Saison mit 13 Einsätzen, in der nächsten mit sechs, als der Club spanischer Meister wurde.
Er spielte auch mit, als der Club 1997/98 erneut Saisonmeister wurde. In der Saison 1999/2000 wechselte Sanz zum FC Málaga. Am 8. September 2001 erzielte er sein erstes Tor.
2006 trat Sanz, nach dem Abstieg seines damaligen Clubs, zurück. Er war in 240 Spielen im Einsatz und erzielte vier Tore. Schließlich wurde er Vorsitzender des Clubs, nachdem sein Vater Lorenzo Sanz 97 % des Clubs erwarb.

## Privates
Sanz ist der Schwager des ehemals bei Real Madrid spielenden Fußballers Míchel Salgado, der seine Schwester heiratete. Sein Vater Lorenzo Sanz amtierte von 1995 bis 2000 als Präsident von Real Madrid.

## Erfolge
- UEFA Champions League: UEFA Champions League 1997/98
- Weltpokal: 1998
- Spanische Liga: La Liga 1996/97
- UEFA Intertoto Cup: UEFA Intertoto Cup 2002